# Тролінг

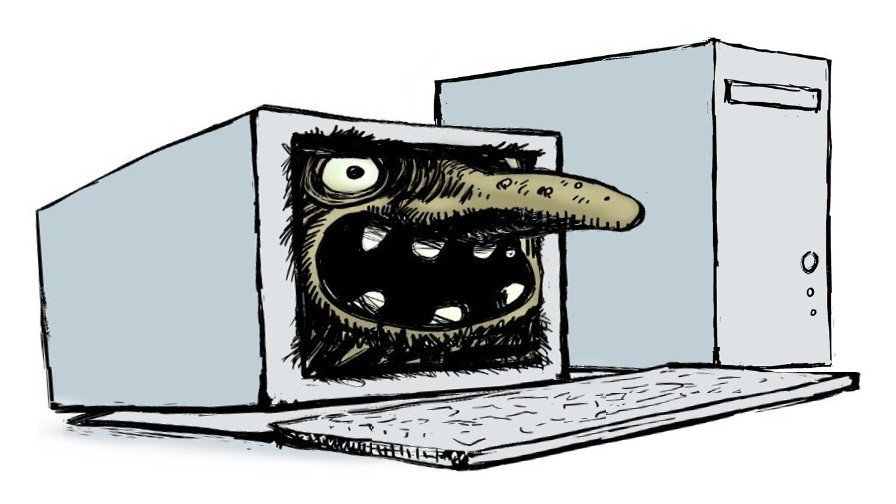
Карикатура інтернет-троля на основі аналогії з міфологічним тролем скандинавської міфології

Інтернет-мем у вигляді нерухомого зображення з лицем троля (Trollface). Малюнок був створений в коміксі художником Whynne з сайту DeviantArt. З цього коміксу малюнок миттєво розповсюдився на іміджборди і обличчя поступово почало набирати популярність, — аж до використання на позначення тролінгу.

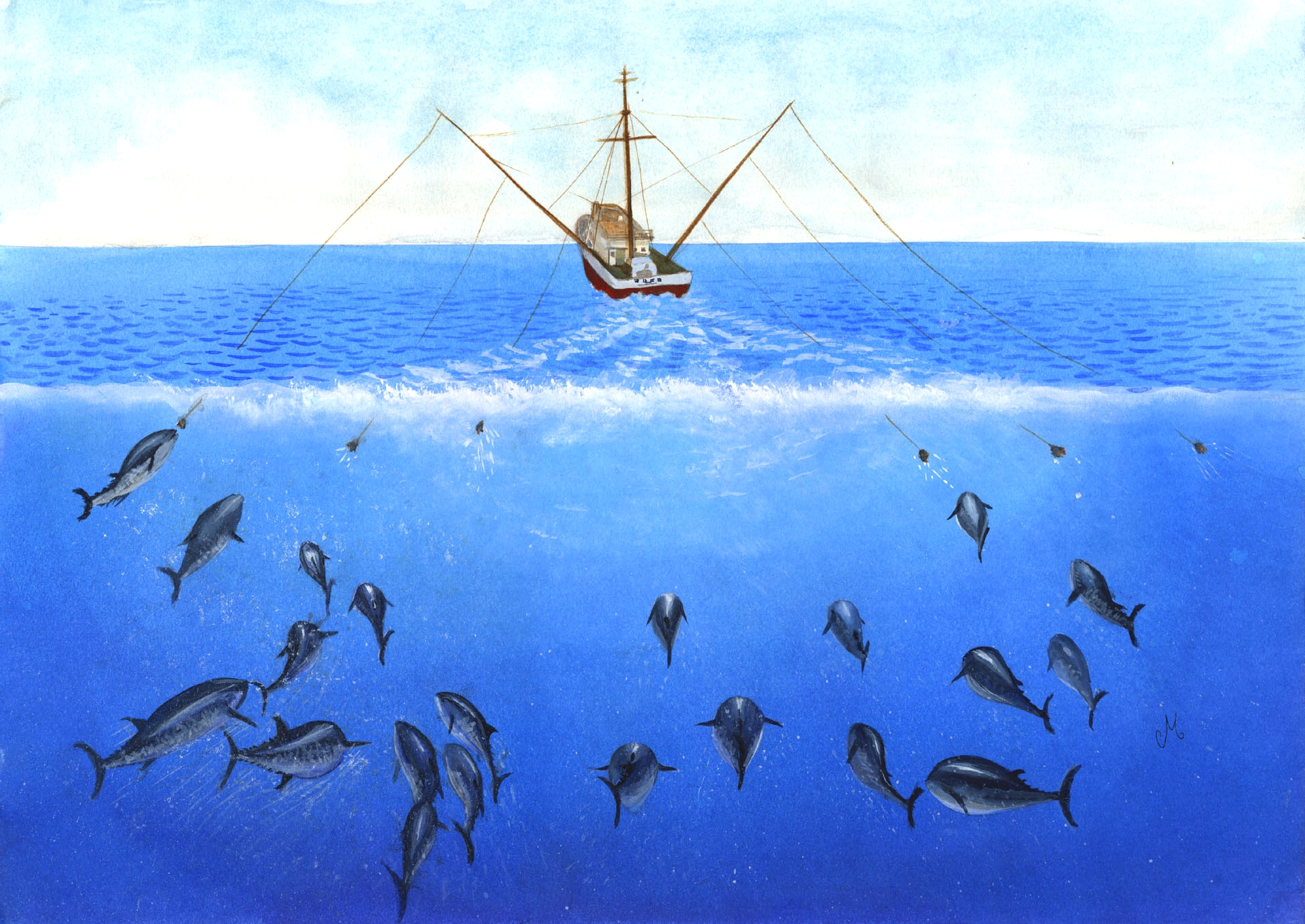
Перетягування приманки або зачепленого на рухомому човні гака (trolling) порівнюють з інтернет-тролінгом

Тро́лінг (інт.-сл., запоз. від англ. trolling) — вид взаємодії в онлайн-дискусіях на віртуальних комунікативних ресурсах (на форумах, у групах новин, у вікі-проєктах, блогах та ін.), коли взаємодія націлена на провокацію у читачів емоційної відповіді, емоційної реакції, емоційних аргументів, образ і тривалих марних дискусій, флейму, нагнітання конфліктів для реалізації цілей інтернет-троля.
Тролінг є грубим порушенням мережевого етикету.

## Грубий і тонкий тролінг
При «грубому» тролінгу відкрито порушують правила інтернет-ресурсу, ображають його учасників, викликають конфліктні ситуації. Його легко виявити відразу — з перших повідомлень «грубий» тролінг виявляє себе достатньою різкістю і грубістю, думка інтернет-троля докорінно відрізняється від думки локальної більшості. Для «тонкого» тролінгу притаманне вирізнення глибокими знаннями в галузі психології, психології маніпулювання, що дає їм змогу впливати на людей за допомогою витончених механізмів впливу, особливо під час діалогів (полілогів) у дискусіях. Комунікативні практики залежно від способу впливу на комунікативну взаємодію (для формування і підтримки взаємозв'язків у ній або, навпаки, провокації та нагнітання конфліктів) можуть бути різними — конструктивними або деструктивними. Тонкий тролінг може бути непомітним або важкопомітним з першого погляду. Розпізнати «тонкий тролінг» набагато складніше, його значущість і ступінь впливу залежить від того, наскільки добре «троль» знає психологію особистісної та колективної поведінки. «Тонкий троль» діє на межі правил, прийнятих у місці, де він діє, не порушуючи їх безпосередньо.

## Етимологія і походження
Англійський іменник «troll» в стандартному розумінні потворного карлика або гіганта датується 1610 роком і походить від давньонорвезького слова «troll», що означає гіганта чи демона. У скандинавському фольклорі та скандинавських казках «тролі» це антисоціальні, сварливі та невдалі створіння, які роблять шкоду.
У сучасному англійському застосуванні «троллінг» може описувати риболовну техніку з повільного перетягування приманки або зачепленого на рухомому човні гака, тоді як «траловка» описує загалом комерційний акт про перетягування риболовної сітки — трала (невід), який спускають з риболовного судна — траулера — у воду на велику глибину і на канатах він тягнеться за судном майже по самому дні.
Сучасне значення терміна «тролінг» з'явилось в Usenet-конференціях у кінці 1980-х.
Контекст цитування у фразі, наведеній в Оксфордському словнику англійської мови, засвідчує його походження в Usenet на початку 90-х років, і визначає як «тролінг для новачків». Одне з найперших посилань на слово «троль», що можна знайти в архіві конференцій Google Usenet, належить користувачеві Mark Miller, який звертався до користувача Tad 8 лютого 1990 року. Проте невідомо чи було це використанням поняття «троль» у тому значенні, в якому воно відоме сьогодні, чи це був просто випадково обраний епітет.
Цей психологічний і соціальний феномен поширився в 1990-х роках в Usenet-і. Якщо раніше це були просто спроби публікувати провокаційні повідомлення в Всесвітній павутині заради цікавості, то зараз будь-який популярний форум, сайт, група новин тощо рано чи пізно зазнає впливу тролінгу. Не уникла цього і Вікіпедія. З початку XXI століття інтернет-тролі стали утворювати власні Віртуальні співтовариства і організації, обмінюючись досвідом з найефективнішого розпалювання конфліктів.
«Тролінг» в Інтернеті все ще означає писати повідомлення, які мають на меті досягти неконструктивної відповіді від інших.

## Оцінки троля
Найчастіше, це очевидно, коли користувач веде до того, щоб спровокувати та шукати конфлікт, а не висловлювати чесну думку. Троль звичайно використовує безліч різних методів, щоб обдурити людей. Один із методів полягає в тому, щоб зробити серію дуже різко відхилених відмов загальних цінностей, виявлених в групі: наприклад, заперечувати існування богів у дискусійній групі з релігійних питань; на форумі для некурящих починати знову і знову розмову про те, як приємне куріння.

«Не годуйте троля!»
На інтернет-жаргоні «не годувати» означає, що не потрібно з ним взагалі вступати ні в які полеміки.

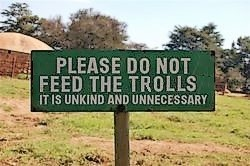
Будь ласка, не годуйте тролів, це недобре і непотрібне

Якщо аргументи можуть бути вирішені швидко, фактично і конструктивним чином, це, як правило, не створить жодних проблем. Інколи користувачів Інтернету помилково звинувачують в «троллінгуванні», навіть якщо вони мають серйозні наміри та позитивні ознаки. Наприклад, користувача помилково звинувачують в тому, що він «троль» в результаті непорозумінь. Люди з думками, які відрізняються від думок більшості легко сприймаються іншими коментаторами як провокаційні, і зрештою можуть бути описані як «відьомські», попри те, що більш нейтральний аналіз дискусії може показати, що це зовсім не так, як видається на перший погляд. Інтернет-тролів іноді плутають з кверулянтами; часто троль теж є кверулянтом.
Тролінг може свідчити про латентну агресію, про страждання комплексом неповноцінності, про невпевненість у собі (у мережі троль дозволяє собі те, чого не може дозволити у реальному житті), розчарованість чи втому від повсякденності, або їхньою метою є позбутися негативних емоцій та перешкоджати конструктивній дискусії, — а може слугувати й потужною маніпулятивною зброєю в руках бійців інформаційних війн через цілеспрямоване розпалювання конфліктів, що використовується з метою штучного формування громадської думки (в тому числі через нав'язування учасникам основних кліше пропаганди), дезорієнтації та навіть «зомбування» звичайних читачів. В першому випадку тролі отримують моральне задоволення, в другому — матеріальну винагороду за «роботу».

## Не годуйте троля!
Повідомлення, написані тролем, зазвичай «провокаційні, дивні, несуттєві та несерйозні». Методи, наприклад, мають вид претендування на крайні погляди всіх видів, щоб використовувати явно нелогічні аргументи та/або неприємні методи обговорення. Мета полягає в тому, щоб змусити інших думати, що троль є серйозним і відчути себе змушеним написати йому відповіді. Троль часто анонімний або використовує перевірену особу, а іноді також використовує окремі облікові записи для цієї мети. Чим бурхливіше реагує спільнота, тим імовірнішим є подальший тролінг з боку ініціатора, оскільки це підтверджує ефективність його дій. Оскільки тролі намагаються спровокувати реакцію, гарною ідеєю є не реагувати на троллінг та ігнорувати їх (або відправляти в бан і тд). Так народилась часто вживана в інтернет-сленгу фраза: «Не годуйте тролів».